# Micpe Ja'ir
Micpe Ja'ir dříve též Magen David (hebrejsky: מצפה יאיר, doslova „Ja'irova Vyhlídka“, nebo מגן דוד, doslova „Davidův štít“, anglicky: Mitzpe Yair nebo Magen David) je malá izraelská osada ležící na Západním břehu Jordánu v distriktu Judea a Samaří a v Oblastní radě Har Chevron.
Nachází se v nadmořské výšce cca 890 metrů v jihovýchodní části Judska a Judských hor respektive na pomezí jižní části Judských hor nazývané Hebronské hory (Har Chevron) a Judské pouště. Micpe Ja'ir leží cca 16 kilometrů jihojihovýchodně od centra Hebronu, cca 45 kilometrů jihojihozápadně od historického jádra Jeruzalému a cca 83 kilometrů jihovýchodně od centra Tel Avivu.
Micpe Ja'ir je na dopravní síť Západního břehu Jordánu napojen pomocí lokální silnice číslo 317, která spojuje jednotlivá izraelská sídla v jižní a jihovýchodní části Judska. Micpe Ja'ir leží cca 3 kilometry od Zelené linie oddělující Západní břeh Jordánu od Izraele v jeho mezinárodně uznávaných hranicích. Na jižní a východní straně se rozkládá řídce obydlená krajina na okraji Judské pouště s převahou židovských sídel. Micpe Ja'ir je satelitním výběžkem vesnice Susja, která se nachází cca 2 kilometry severozápadním směrem.

## Dějiny
Micpe Ja'ir leží na Západním břehu Jordánu, jehož osidlování bylo zahájeno Izraelem po jeho dobytí izraelskou armádou, tedy po roce 1967. Tato osada vznikla bez předchozího schválení izraelské vlády. Už v roce 1977 se v této lokalitě usadil Šlomo Sapiro a dlouhou dobu zde žil sám na osamělém pahorku na okraji pouště. V roce 2001 se k němu připojila skupina přátel. Databáze organizace Šalom achšav uvádí datum založení osady ovšem už do října 1998. Zástavbu tvoří patnáct mobilních karavanů a tři zděné budovy. Dnes tu sídlí osm většinou mladých rodin. Většina služeb a vzdělávacích institucí je umístěna v sousedních vesnicích, buď v Susja nebo v Kirjat Arba apod. Funguje zde synagoga. Dvakrát denně staví u obce autobusová linka číslo 515 společnosti Egged, která vede z Kirjat Arba do Beerševy. Vznik osady byl reakcí na probíhající Druhou intifádu. Pahorek, na kterém stojí, má cennou vegetaci.
Lokalita byla pojmenována po Ja'irovi Har-Sinajovi, pastýři ovcí ze Susji, zabitého Araby.

## Demografie
Micpe Ja'ir není oficiálně uznáván izraelskou vládou a proto neexistují přesné statistiky o počtu obyvatel. Databáze organizace Šalom achšav zde k roku 2007 uvádí 38 obyvatel. Mělo jít o 8-9 rodin a 2 jednotlivce. Podle portálu Amana je zde 8 rodin.